# Pierre Dørge
Pierre Dørge (Koppenhága, 1946. február 28. –) dán dzsesszgitáros, zenekarvezető, zeneszerző.

## Pályakép
Zenekara az 1980-ban alakult 11 fős New Jungle Orchestra. A New Jungle Orchestra vezetőjeként a hagyományos és a modern jazzt ötvözte a nyugat-afrikai highlife gitárzenével. Munkatársai között volt felesége, Irene Becker zongoraművész, John Tchicai szaxofonos, Johnny Dyani basszusgitáros és Marilyn Mazur ütőhangszeres.
A koppenhágai származású Dorge 1969-71 között egy free jazz big band tagja volt, amelyet John Tchicai vezetett. 1978-ban a Thermaenius zenekar vezetőjeként a balkáni népzene hatása alatt játszott. Két évvel később ő vezette az afrikai stílusokból kölcsönzött New Jungle Orchestrát.
Dolgozott Johnny Dyani bőgőssel, Khan Jamal vibrafonos-marimbással, David Murray szaxofonossal és Don Cherry trombitással is.
Zenekarának repertoárját olyan zenészek ihlették, mint Duke Ellington, Ornette Coleman, Charles Mingus, Frank Zappa, Bartók Béla és Igor Stravinsky, valamint az etnikai zenei kultúrák, az arab, nyugat- és dél-afrikai és balinéz zene is. 1993-tól 1996-ig a zenekar „állami együttesként” képviselte Dániát, és kulturális nagykövetként játszott Nelson Mandela előtt, tovább Brazíliában, Kínában és Ausztráliában is.
Irene Beckerrel Dørge komponálta az „Ádám és Éva" című svéd gyereksorozat zenéjét. Ő komponálta a „Chinese Compass“ című operát is, amelynek ősbemutatója az „Aarhus International Art Festival”-on volt 1998-ban.
Zeneszerzőként Dørge 1998-ban egész életére szóló ösztöndíjat kapott a dán államtól.

## Lemezválogatás
- Landscape with Open Door (1978)
- Pierre Dørge & New Jungle Orchestra: Johnny Lives (1987)
- Pierre Dørge-Morten Carlsen-Irene Becker-Hamid Drake: La Luna (1987)
- Very Hot - Even the Moon Is Dancing (1987)
- Pierre Dørge & New Jungle Orchestra: Live in Chicago (1990)
- Zig Zag Sinfoni (2000)
- Pierre Dørge & New Jungle Orchestra: Dancing Cheek to Cheek (2004)
- Pierre Dørge & New Jungle Orchestra: At the Royal Playhouse (2008; Josefine Cronholm, Shashank Subramanyam & Dawda Jobarteh)
- Pierre Dørge & New Jungle Orchestra: Tjak Tjaka Tchicai (2013)